# 27. maj
27. maj je 147. dan leta (148. v prestopnih letih) v gregorijanskem koledarju. Ostaja še 218 dni.

## Dogodki
- 1199 – Janez Brez dežele (1167-1216) je po smrti svojega starejšega brata Riharda Levjesrčnega postal angleški kralj Janez I.
- 1267 – sklenjen Viterbski sporazum med Karlom I. Anžujskim in Balduinom II. Konstantinopelskim
- 1328 – Filip VI. okronan za francoskega kralja
- 1679 – angleški parlament izda Habeus Corpus Act o osebni svobodi
- 1703 – (16. maj po julijanskem koledarju), car Peter Veliki položi temeljni kamen za trdnjavo sv. Petra in Pavla v današnjem Sankt Peterburgu
- 1883 – Aleksander III. okronan za ruskega carja
- 1905 – japonska vojna mornarica v bitki pri Čušimi porazi rusko
- 1918 –

- Po obljubi cesarja Karla I. Nemcem in nemškutarjem iz slovenskih dežel o ohranitvi državnopravne ločenosti teh dežel od drugega ozemlja habsburških Jugoslovanov vse slovenske politične stranke sprejmejo skupno izjavo, v kateri so poudarile, da Slovenci v nobenem primeru ne bodo odstopili od zahteve po ustanovitvi jugoslovanske države.
- prične se tretja bitka za Aisne

- 1936 – ladja Queen Mary opravi krstno vožnjo
- 1937 – most Golden Gate odprt za pešce
- 1940 – začetek operacije Dynamo, evakuacije zavezniških enot iz Dunkerqua
- 1941 –

- potopljena nemška bojna ladja Bismarck
- ZDA razglasijo neomejeno izredno stanje

- 1942 – dva operativca SOE izvedeta atentat na Reinharda Heydricha v Pragi
- 1943 – v podporo Vichyjski Franciji ustanovljen CNR (Conseil national de la Résistance - Narodni svet odpora)
- 1945 – Britanci začno vračati domobrance v Jugoslavijo
- 1960 – državni udar v Turčiji
- 1965 – ameriške vojne ladje prvič začno obstreljevati položaje Fronte narodne osvoboditve v Južnem Vietnamu
- 1977 – konča se elektrifikacija slovenskega železniškega križa
- 1996 – ruski predsednik Boris Nikolajevič Jelcin se začne s čečenskimi uporniki pogajati o vzpostavitvi premirja
- 1999 – Mednarodno sodišče za vojne zločine v Haagu vloži obtožnice proti Slobodanu Miloševiću in še štirim obtožencem za vojne zločine in zločine proti Kosovu

## Rojstva
- 427 pr. n. št. – Platon, grški filozof († 347 pr. n. št.)
- 1141 – Eisai, japonski zen budistični menih († 1215)
- 1178 – Tomaž I., savojski grof († 1233)
- 1332 – Ibn Haldun, berbersko-arabski zgodovinar, ekonomist, sociolog († 1406)
- 1819 – Julia Ward Howe, ameriška pesnica, aktivistka († 1910)
- 1884 – Max Brod, češko-judovski pisatelj, skladatelj († 1968)
- 1888 – Louis Durey, francoski skladatelj († 1979)
- 1894 – Samuel Dashiell Hammett, ameriški pisatelj († 1961)
- 1907 – Rachel Carson, ameriška biologinja, ekologinja († 1964)
- 1912 – John Cheever, ameriški pisatelj († 1982)
- 1915 – Herman Wouk, ameriški pisatelj
- 1920 – Vito Globočnik, slovenski slikar, grafik († 1946)
- 1922 – Christopher Lee, britanski filmski igralec († 2015)
- 1923 – Lojze Grozde, slovenski mučenec († 1943)
- 1923 – Henry Kissinger, ameriški diplomat, nobelovec 1973
- 1931 – Nino Robič, slovensko-hrvaški pevec zabavne glasbe (Zemlja pleše, Ura brez kazalcev) (* 2014)
- 1943 – Slavko Goričar, slovenski klarinetist in pedagog
- 1947 – Branko Oblak, slovenski nogometaš in trener
- 1969 – Janez Klemenčič, slovenski smučarski tekač, ZOI Sarajevo 1984
- 1975 – Jamie Oliver, angleški kuhar

## Smrti
- 927 – Simeon I., bolgarski car (* 866)
- 1250 – Raniero Capocci, italijanski kardinal, gvelfovski vojskovodja
- 1272 – Erik I., vojvoda Schleswiga
- 1508 – Ludovico Sforza, milanski vojvoda, samodržec (* 1452)
- 1526 – Thomas Müntzer, nemški teolog (* 1489/90)
- 1564 – Jean Calvin, francosko-švicarski reformator in teolog (* 1509)
- 1797 – François-Noël Babeuf, francoski revolucionar, novinar (* 1760)
- 1831 – Jedediah Smith, ameriški raziskovalec (* 1799)
- 1840 – Niccolò Paganini, italijanski violinist, skladatelj (* 1782)
- 1867 – Thomas Bulfinch, ameriški mitolog (* 1796)
- 1910 – Heinrich Hermann Robert Koch, nemški bakteriolog, nobelovec 1905 (* 1843)
- 1914 – sir Joseph Wilson Swan, angleški fizik, kemik (* 1828)
- 1926 – Srečko Kosovel, slovenski pesnik (* 1904)
- 1939 – Joseph Roth, avstrijski pisatelj, novinar judovskega rodu (* 1894)
- 1960 – James Montgomery Flagg, ameriški ilustrator (* 1877)
- 1964 – Džavaharlal Nehru, indijski predsednik vlade, filozof (* 1889)
- 1991 – Leopold Nowak, avstrijski muzikolog (* 1904)
- 2003 – Luciano Berio, italijanski skladatelj (* 1925)

## Prazniki in godovi
Blaženi Alojzij Grozde, slovenski mučenec